# نايجل دوز
نايجل دوز هو لاعب هوكي الجليد كندي، ولد في 9 فبراير 1985 في وينيبيغ في كندا.

## وصلات خارجية
- نايجل دوز على موقع دوري الهوكي الوطني (الإنجليزية)
- نايجل دوز على موقع الدوري الأمريكي لهوكي الجليد (الإنجليزية)
- نايجل دوز على موقع دوري الهوكي للقارات (الإنجليزية)
- نايجل دوز على موقع EliteProspects.com (الإنجليزية)
- نايجل دوز على موقع HockeyDB.com (الإنجليزية)
- نايجل دوز على موقع Hockey-Reference.com (الإنجليزية)